# Râul Turea, Nadăș
Râul Turea sau Râul Șomtelec este un curs de apă, afluent al râului Nadăș. 